# شهرستان مالکو تارنوفو
شهرستان مالکو تارنوفو (به بلغاری: Malko Tarnovo Municipality) یک شهرستان در بلغارستان است که در استان بورگاس واقع شده‌است. شهرستان مالکو تارنوفو ۷۸۳٫۶۷ کیلومتر مربع مساحت و ۳٬۷۹۳ نفر جمعیت دارد.